# ジョージ・クリストファー・ウィリアムズ
ジョージ・クリストファー・ウィリアムズ（George Christopher Williams、1926年3月12日 - 2010年9月8日）は、アメリカの進化生物学者。
ウィリアムズはニューヨーク州立大学ストーニーブルック校の生物学の名誉教授であった。彼は群選択説への鋭い批評によってよく知られている。彼の最初の著書『適応と自然選択』で、適応は必要であるときに、一般には個体や遺伝子に対する自然選択の説明のために望ましいときだけ援用されるべき「やっかいな」概念であると主張した。彼はのちに著作と論文でこの視点について詳しく説明し、この議論は「進化における遺伝子中心視点主義」として発展した。また性の進化や自然選択の単位についての議論でも知られている。
ウィリアムズはカリフォルニア大学ロサンゼルス校に入学し、レッドヤード・ステビンズらに学んだ。1955年に生物学の博士号を取得した。ストーニブルック校では海棲脊椎動物の講義を持っており、自分の著書からよく魚類学の例を引用した。1997年にアメリカ科学アカデミーの会員に選ばれた。1999年に、エルンスト・マイヤー、ジョン・メイナード＝スミスとともにクラフォード賞（生物科学）を受賞した。進化医学へ積極的に支援を行っている一人でもあった。

## 引用
| 「 | 進化的適応は特別でやっかいな概念であり、必要以上に使われてはならず、その作用が明らかに偶然ではなくデザインされているのでない限り、機能と呼ばれてはならない。適応は証拠によって要求されるよりも高いレベルの組織に起因すると考えてはならない。George C. Williams, Adaptation and Natural Selection 冒頭の言葉, 1966. | 」 |

| 「 | 私はそれを道であり、光であると確信した。George C. Williams, Adaptation and Natural Selection 最後の言葉, 1966. | 」 |

## 著作

### 日本語訳された物
- 『生物はなぜ進化するのか (サイエンス・マスターズ) 』草思社（1998）ISBN:479420809X
- 『適応と自然選択 』共立出版（2022）ISBN:9784320058354
- 『進化と倫理―トマス・ハクスリーの進化思想』ジェームス・パラディス共著　産業図書 (1995）ISBN:4782800932　（原著：T.H. Huxley’s Evolution and Ethics（1989））
- 『病気はなぜ、あるのか―進化医学による新しい理解』ランドルフ・ネシー共著　新曜社（2001）ISBN:4788507595　（原著：Why We Get Sick（1994））

### 日本語訳が未公刊のもの
- Williams, G.C., ed. 1971. Group Selection. Aldine-Atherton, Chicago.
- 1975. Sex and Evolution. Princeton University Press, Princeton, N.J.
- 1992. Natural Selection:Domains, Levels, and Challenges. Oxford University Press, New York.
- 1996. Plan and Purpose in Nature. Weidenfeld & Nicolson, London (published in the U.S. in 1997 as The Pony Fish’s Glow:and Other Clues to Plan and Purpose in Nature. Basic Books, New York).

## 論文
- Taylor, P. O. との共著。 1984. Demographic parameters at evolutionary equilibrium. Canadian Journal of Zoology 62:2264-2271.
- 1985. A defense of reductionism in evolutionary biology. Oxford Surveys in Evolutionary Biology 2:127.
- 1988. Huxley's Evolution and Ethics in sociobiological perspective. Zygon 23:383-438.
- 1995. A package of information In J. Brockman, ed., The Third Culture, New York:Touchstone, pp. 38-50.